# Staro Pračno
Staro Pračno est un village de la municipalité de Sisak (comitat de Sisak-Moslavina) en Croatie. Au recensement de 2011, le village comptait 895 habitants.